# Agigea
Agigea é uma comuna romena localizada no distrito de Constanţa, na região de Dobruja. A comuna possui uma área de 45.28 km² e sua população era de 6291 habitantes segundo o censo de 2007.